# Élections législatives moscovites de 2019
Les élections législatives moscovites de 2019 ont lieu le 8 septembre 2019 afin de renouveler les membres de la Douma de Moscou, capitale de Russie au statut de ville fédérale.

## Contexte

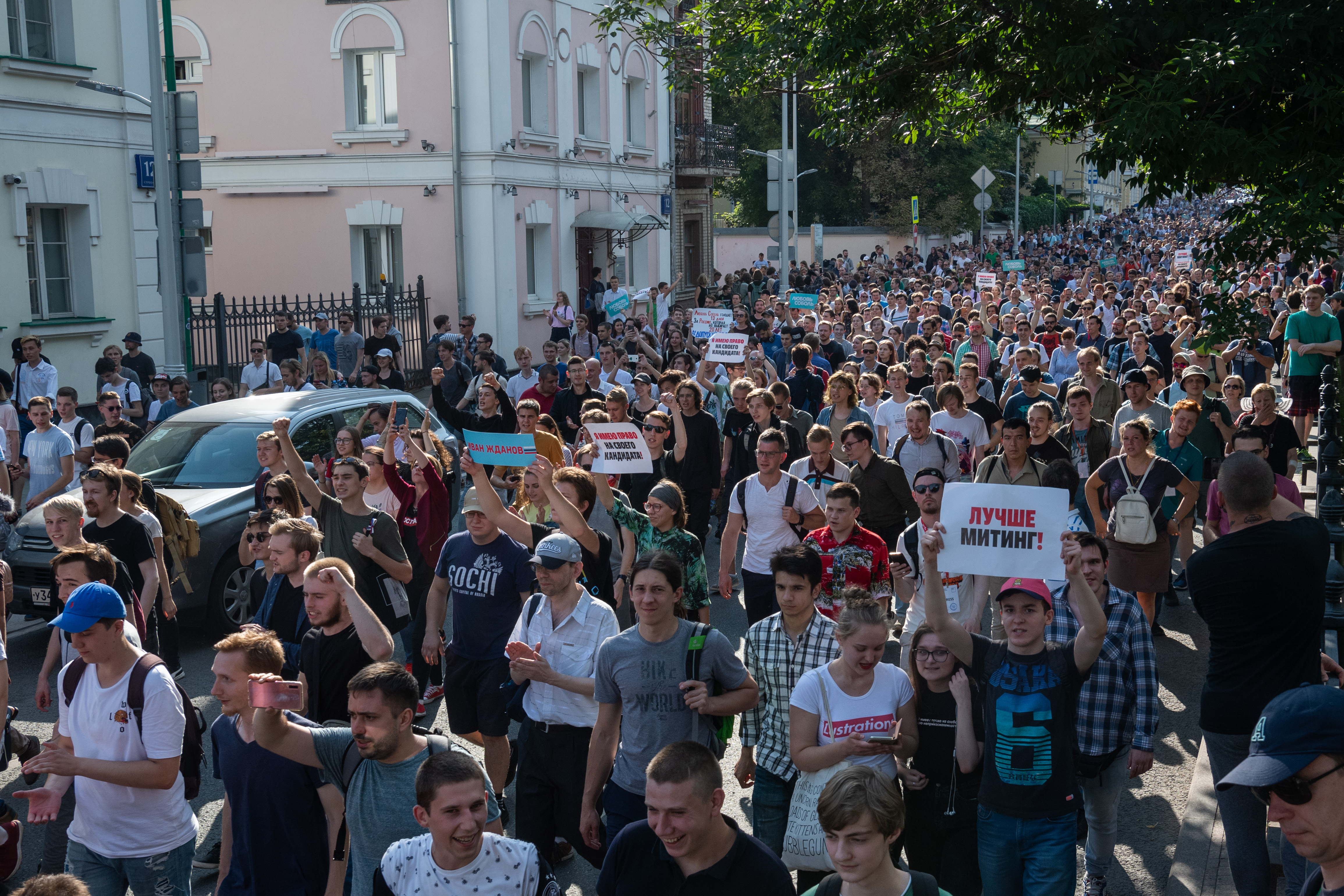
Manifestations contre l'invalidation de plusieurs candidatures de l'opposition en juillet 2019

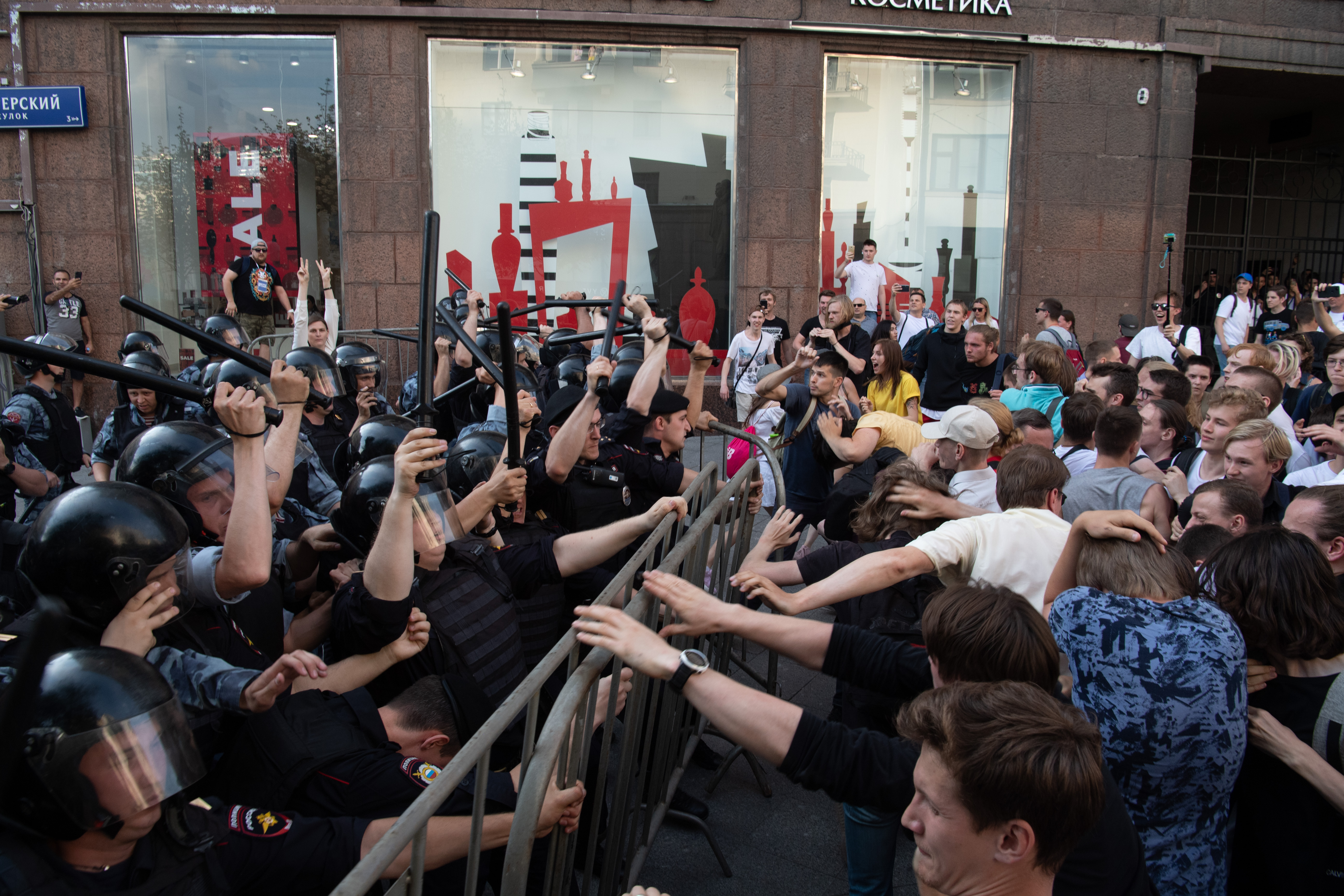
Face à face de manifestants avec la police

Plus d'une vingtaine de scrutins sont organisés dans les sujets de Russie le huit septembre. Ces élections se tiennent dans un contexte national de grogne sociale et de stagnation économique, en partie due aux sanctions économiques infligées au pays à la suite de l'annexion de la Crimée, tandis que la popularité du parti au pouvoir, Russie unie, s'effondre à l'été 2018 du fait de l'adoption de la très impopulaire loi relevant l'âge de départ à la retraite. Pour un grand nombre des élections, le vote a lieu en l'absence des principaux candidats de l'opposition, empêchés de se présenter par la Commission électorale. En réaction, d'importantes manifestations pacifiques ont lieu au cours des deux mois précédents le scrutin pour réclamer des élections libres, notamment à Moscou ou 50 000 personnes se réunissent le 10 août. Le journaliste Ilya Azar (en), l'avocate Lioubov Sobol et le militant Nikolaï Liaskine, meneurs de la contestation, sont arrêtés et placés en détention préventive pour avoir participé à des « troubles massifs ». La police procède à près de 2 700 arrestations.
Les candidats du parti au pouvoir Russie unie tentent par conséquent de se distancier de leurs partis en se présentant officiellement en tant qu'indépendants.

## Mode de scrutin

Carte des 45 circonscriptions

La Douma de la ville de Moscou est composée d'un total de 45 sièges pourvus pour cinq ans au scrutin uninominal majoritaire à un tour dans autant de circonscriptions électorales.
Pour pouvoir concourir aux élections, les candidats doivent préalablement recueillir les signatures de soutien de 3 % du total des électeurs inscrits sur les listes électorales dans leurs circonscriptions. En 2019, ce pourcentage représente entre 4500 et 5500 électeurs. Les candidats des partis représentés à la Douma d'État sont dispensés de cette condition. 
Un candidat ayant réuni suffisamment de signatures peut néanmoins voir sa candidature rejetée si plus de 10 % du total de ses signatures sont jugées non conformes par la Commission électorale de la ville,. Le rejet par la commission électorale des candidatures de treize candidats indépendants de l'opposition sous ce prétexte est à l'origine des manifestations records que connait la capitale au cours des mois précédant le scrutin.

## Résultats

Parti des candidats élus par circonscription

|                           |                            |           |       |        |               |  |  |  |  |  |  |  |  |  |
| Parti                     | Parti                      | Voix      | %     | Sièges | +/-           |  |  |  |  |  |  |  |  |  |
|                           | Parti communiste           | 499 643   | 31,40 | 13     | 8             |  |  |  |  |  |  |  |  |  |
|                           | Indépendants (Russie unie) | 495 591   | 31,15 | 25     | 13            |  |  |  |  |  |  |  |  |  |
|                           | Russie juste               | 196 896   | 12,38 | 3      | 3             |  |  |  |  |  |  |  |  |  |
|                           | Parti libéral-démocrate    | 138 145   | 8,68  | 0      | 1             |  |  |  |  |  |  |  |  |  |
|                           | Communistes de Russie      | 79 062    | 4,97  | 0      | en stagnation |  |  |  |  |  |  |  |  |  |
|                           | Iabloko                    | 63 193    | 3,97  | 4      | 4             |  |  |  |  |  |  |  |  |  |
|                           | Rodina                     | 12 187    | 0,77  | 0      | 1             |  |  |  |  |  |  |  |  |  |
|                           | Les Verts                  | 2 155     | 0,13  | 0      | en stagnation |  |  |  |  |  |  |  |  |  |
|                           | Pouvoir civil              | 1 945     | 0,12  | 0      | en stagnation |  |  |  |  |  |  |  |  |  |
|                           | Parti de la croissance     | 1 253     | 0,08  | 0      | en stagnation |  |  |  |  |  |  |  |  |  |
|                           | Indépendants               | 41 802    | 2,63  | 0      | en stagnation |  |  |  |  |  |  |  |  |  |
| Votes blancs et invalides | Votes blancs et invalides  | 59 182    | 3,72  |        |               |  |  |  |  |  |  |  |  |  |
|                           |                            |           |       |        |               |  |  |  |  |  |  |  |  |  |
| Votes valides             | Votes valides              | 1 531 872 | 96,28 |        |               |  |  |  |  |  |  |  |  |  |
| Votes blancs et invalides | Votes blancs et invalides  | 59 182    | 3,72  |        |               |  |  |  |  |  |  |  |  |  |
| Total                     | Total                      | 1 591 054 | 100   | 45     | en stagnation |  |  |  |  |  |  |  |  |  |
| Abstentions               | Abstentions                | 5 717 415 | 78,23 |        |               |  |  |  |  |  |  |  |  |  |
| Inscrits / participation  | Inscrits / participation   | 7 308 469 | 21,77 |        |               |  |  |  |  |  |  |  |  |  |